# 柳川創造
柳川 創造（やながわ そうぞう、1925年(大正14年) - 2019年（令和元年）7月）は、日本の脚本家、作家、歌人。

## 経歴
山口県出身。広島高等師範学校国語漢文科（現・広島大学）卒。当初は歌人として出発し、1943年に「アララギ」に入会するが、1948年に退会し、作歌を中断する。雑誌編集者、映画記者をへて、映画・テレビ・学習まんがの脚本家、ジュニア小説家となる。1978年から「未来」に所属して短歌を再開。1988年には田井安曇とともに「綱手」を創刊し、編集長を務めた。
孫はアメリカで活動するスタンダップコメディアン、Saku Yanagawa。

## テレビドラマ
- 1959-60年「まぼろし探偵」
- 1960年「怪獣マリンコング」
- 1960年「おかあさん 黄枝子の場合」
- 1965年「続・芸者っ子 下町そだち」
- 1966年「異母姉妹」
- 1967年「花かげろう」

### 映画
- 1979年 「兎の眼」灰谷健次郎原作

### 著書
- 『劣等生クラブ』秋元文庫、1973
- 『いたづら同期生』秋元文庫、1974
- 『泣くなアパッチ』秋元文庫、1974
- 『いざ,カマクラの五人組』秋元文庫、1975
- 『進め!劣等生同盟』秋元文庫、1975
- 『青春蛮歌」旺文社ノベルス、1975
- 『放課後はまかせろ!』秋元文庫、1975
- 『万葉悲歌の旅』朝日ソノラマ、1976
- 『愛愛時代』秋元文庫、1977、
- 『悲しみの橋』集英社文庫 コバルトシリーズ、1977
- 『キッスはダメよ』集英社文庫 コバルトシリーズ、1977
- 『涙の河のむこうに』集英社文庫コバルトシリーズ、1977
- 『ラッパよ、高らかに』集英社文庫 コバルトシリーズ、1978
- 『北国の空は涙色』集英社文庫 コバルトシリーズ、1979
- 『ラブラブ劣等生』集英社文庫 コバルトシリーズ、1979
- 『愛と誘惑の季節』集英社文庫 コバルトシリーズ、1980
- 『マンガでわかる入門ゴルフ』森田拳次画、西東社、1988
- 『遊びの方言大集合』ポプラ社、日本の方言大研究 1997

### 共著
- 『女の盛装』西方博美小説化、ルック社、1968
- 『名作のふるさと』渡辺栄一郎共著、産業能率短期大学出版部、1975

### 翻訳
- カール・バン・ドーレン『大いなる開幕 アメリカ憲法のできるまで』教育書林、1954
- ケネス・ジョンソン原作『V[2]  ビジターの逆襲』訳・文、勁文社、1990

### 漫画シナリオ
- わたしたちの古典、学校図書
  - 『おくのほそ道』松尾芭蕉、村野守美漫画、1989、
  - 『平家物語』千明初美漫画、1989
  - 『古事記』岩井渓漫画、1990
  - 『日本霊異記』上田久治漫画、1990
  - 『徒然草』古城武司漫画、1990
  - 『源氏物語』全3 長谷川孝士監修 まるやま佳漫画、1990
  - 『万葉集』水沢遥子共シナリオ いまいかおる漫画、1990
  - 『枕草子』水沢遥子共シナリオ、まるやま佳漫画、1990
  - 『伊勢物語』水沢遥子共シナリオ まるやま佳漫画、1991
  - 『雨月物語』上田秋成 いまいかおる漫画、1991
  - 『太平記』千明初美漫画、1991
  - 『百人一首』千明初美漫画、1991
- 学習漫画、世界の伝記、集英社
  - 『アインシュタイン 相対性理論を生みだした天才科学者』よしかわ進漫画、1992
  - 『クララ・シューマン 愛をつらぬいた女性ピアニスト』高瀬直子漫画、1992
  - 『レオナルド・ダ・ビンチ 『モナ・リザ』で知られる万能の人』古城武司漫画、1993
  - 『アガサ・クリスティー 名探偵ポアロを生んだ「ミステリーの女王」』森有子漫画、1995
  - 『クレオパトラ 古代エジプトの最後の女王』千明初美漫画、1995
  - 『ジャンヌ・ダルク フランスを救ったオルレアンの乙女』高瀬直子漫画、1995
  - 『ショパン 「ピアノの詩人」とよばれた天才作曲家』千明初美漫画、1996

- 『ヘレン・ケラー 障害者福祉の母 三重苦をのりこえた奇跡の人』八木理英画 2000、講談社学習コミック アトムポケット人物館

ほか日本史学習漫画のシナリオ多数